# Le Chesnay-Rocquencourt
Le Chesnay-Rocquencourt [lə ʃɛnɛ ʁɔkɑ̃kuʁ] est une commune nouvelle française résultant le 1er janvier 2019 de la fusion des communes du Chesnay et de Rocquencourt, situées dans le département des Yvelines, en région Île-de-France.
Ses habitants sont les Chesnaycourtois.

## Géographie

### Localisation
La ville du Chesnay-Rocquencourt est située à 17 km à l'ouest de Paris, moins de 4 km au nord de Versailles.
La ville appartient à la plaine de Versailles, à une altitude moyenne de 130 mètres, adossé au nord au relief couvert par la forêt de Marly. Il est occupé au sud-ouest par le domaine de Chèvreloup, contigu au parc de Versailles et qui héberge l'arboretum du même nom, couvrant environ la moitié de la commune ; au nord, il englobe la marge sud de la forêt de Marly, tandis que l'espace situé à l'est de la D186 est couvert par les grands ensembles résidentiels du Domaine et de Parly 2.
Le triangle de Rocquencourt, qui est l'échangeur des autoroutes A13 et A12, se situe en réalité dans la commune voisine de Bailly.
Les communes limitrophes en sont : La Celle-Saint-Cloud au nord, Vaucresson au nord-est, Versailles de l'est au sud-ouest, et Bailly à l'ouest.
| Louveciennes | La Celle-Saint-Cloud    | Vaucresson (Hauts-de-Seine) |
| Bailly       | du Chesnay-Rocquencourt | Versailles                  |
| Versailles   | Versailles              | Versailles                  |

### Hydrographie
La partie ouest de la commune est drainée par le ru de Chèvreloup, affluent du ru de Gally, qui prend sa source dans le domaine de Chèvreloup.
Une grande partie du nord-est de la commune est couverte par le bois des Fonds-Maréchaux (chênes et châtaigniers).

### Climat
Pour des articles plus généraux, voir Climat de l'Île-de-France et Climat des Yvelines.
En 2010, le climat de la commune est de type climat océanique dégradé des plaines du Centre et du Nord, selon une étude du CNRS s'appuyant sur une série de données couvrant la période 1971-2000. En 2020, Météo-France publie une typologie des climats de la France métropolitaine dans laquelle la commune est exposée à un climat océanique altéré et est dans la région climatique Sud-ouest du bassin Parisien, caractérisée par une faible pluviométrie, notamment au printemps (120 à 150 mm) et un hiver froid (3,5 °C).
Pour la période 1971-2000, la température annuelle moyenne est de 11,1 °C, avec une amplitude thermique annuelle de 15,2 °C. Le cumul annuel moyen de précipitations est de 658 mm, avec 10,9 jours de précipitations en janvier et 7,8 jours en juillet. Pour la période 1991-2020, la température moyenne annuelle observée sur la station météorologique la plus proche, située à Toussus-le-Noble à 8 km à vol d'oiseau, est de 11,5 °C et le cumul annuel moyen de précipitations est de 677,0 mm,. Pour l'avenir, les paramètres climatiques de la commune estimés pour 2050 selon différents scénarios d'émission de gaz à effet de serre sont consultables sur un site dédié publié par Météo-France en novembre 2022.

## Urbanisme
Au début des années 1960 la Compagnie générale de télégraphie sans fil (CSF) commande à l'architecte Jean Dubuisson la construction de son siège social et d'un ensemble de 150 logements de grand confort, sur un terrain de 17 ha près du triangle de Rocquencourt. Cet ensemble, conçu avec le paysagiste Jean-Noël Capart, est connu sous le nom de résidence du Parc, constitué de 3 bâtiments construits entre 1964 et 1974
Le Chesnay abrite, avec les logements de Parly 2 construits au début des années 1970, une partie de la plus grande copropriété de France. Cette copropriété, comprenant 7 500 lots d'habitation allant du simple studio au 6 pièces, et organisée en 37 résidences, héberge plus de la moitié des habitants de la commune.
Un projet de nouvelle médiathèque, bibliothèque, salle multifonctions a été lancé en 2007. L'ensemble a ouvert courant 2009.
L'inauguration de l'ensemble culturel était prévue le 9 juin 2009, suivie par une semaine de spectacles tous les soirs et une journée portes ouvertes le dimanche 14 juin.
La municipalité a engagé en 2013 la restructuration du vieux bourg, en vue de la construction de 300 nouveaux logements, dont plus de 80 sociaux sous l’égide de Versailles Habitat, ainsi que 4 500 m2 d’équipement et de commerces de proximité, permettant d'accroître le taux de logements sociaux, qui n'était alors que de 7 %, en violation des dispositions de la Loi SRU.
La commune a lancé en 2017 en vue de réurbanisation du site de 12 de l'INRIA, en vue d'y réaliser des bureaux paysagers, des logements et un petit dépôt pour les bus Phébus.

### Typologie
Au 1er janvier 2024, Le Chesnay-Rocquencourt est catégorisée grand centre urbain, selon la nouvelle grille communale de densité à sept niveaux définie par l'Insee en 2022.
Elle appartient à l'unité urbaine de Paris, une agglomération inter-départementale regroupant 407  communes, dont elle est une commune de la banlieue,,. Par ailleurs la commune fait partie de l'aire d'attraction de Paris, dont elle est une commune du pôle principal,. Cette aire regroupe 1 929 communes,.

### Voies de communications et transports

#### Réseau routier
Le territoire communal est traversé, dans sa partie nord et selon un axe est-ouest, par l'autoroute A13 ( 6) ainsi que, en son centre et selon un axe nord-sud, par la D321 qui mène à La Celle-Saint-Cloud et Bougival vers le nord et à Versailles vers le sud. Il est bordé, en guise de limites sud-ouest et sud avec Versailles, par la D186 qui mène dans la direction de Saint-Germain-en-Laye vers le nord et à Versailles vers le sud et, en guise de limites nord avec La Celle-Saint-Cloud, par la route départementale D307, axe est-ouest menant à Vaucresson et Saint-Cloud vers l'est et Bailly et Noisy-le-Roi vers l'ouest.

#### Transports en commun routiers
La commune du Chesnay-Rocquencourt ne dispose pas de gare, les plus proches étant celles de Versailles-Rive-Droite, Vaucresson et La Celle-Saint-Cloud qui mènent toutes trois à Paris Saint Lazare.
La commune est desservie par :
- les lignes 6201, 6202, 6203, 6205, 6207, 6208, 6209, 6217, 6251, 6282, 6276, 6285, 6287 et 6246 du réseau de bus Grand Versailles ;
- la ligne 17S du réseau de bus Centre et Sud Yvelines ;
- la ligne D du réseau de bus Argenteuil - Boucles de Seine ;
- la ligne Express 1 du réseau de bus de Saint-Germain Boucles de Seine ;
- les lignes Express X409 et X419 du réseau de bus de Poissy - Les Mureaux ;
- la ligne 6179 du réseau de bus de Vélizy Vallées ;
- la ligne 426 de la société de transport RATP ;
  - Les lignes 426 et 6246 desservent également la commune, avec un arrêt au Bel Air.

## Toponymie
Le nom Chesnay est attesté sous les formes latines Canoilum en 1122, Chesneium, Chesnetum au XIIIe siècle et Le Chenay en 1793.
Le toponyme Le Chesnay est une forme archaïque pour « la Chênaie » en ancien français. Le suffixe gallo-roman -ETU(m) a abouti à -ey/-ay, masculin, et -ETA > -aye > -aie, féminin. Ce suffixe à valeur collective, sert à désigner un « ensemble d'arbres appartenant à la même espèce ». Le mot chêne (anciennement chaisne > chesne) est issu du gaulois cassanos.
Le nom Rocquencourt est attesté sous les formes latinisées Rocconis curtum en 678, Rocconcurtis en 691, Rocconis Curtis en 862, au VIIe siècle (le « domaine de Roccon », feudataire de Thierry III, roi de Neustrie, de Bourgogne et d'Austrasie), Rocencort en 1209, Roquencort en 1230, Rocancourt au XVIIIe siècle.
Sens incertain, mais il pourrait s'agir d'un nom de personne d'origine germanique, Roccon (racine hrok = corneille).

## Histoire
La commune nouvelle est créée au 1er janvier 2019 par un arrêté préfectoral du 29 novembre 2018.
Le Chesnay était un hameau de Rocquencourt jusqu'en 1683. Rocquencourt était un hameau du Chesnay jusqu'en 1730.

## Politique et administration

### Rattachements administratifs et électoraux
Rattachements administratifs
La commune nouvelle se trouve dans l'arrondissement de Versailles du département des Yvelines.
Rattachements électoraux
Pour les élections départementales, la commune est le bureau centralisateur  du canton du Chesnay-Rocquencourt
Pour l'élection des députés, elle fait partie de la troisième circonscription des Yvelines.

### Intercommunalité
La commune est membre de la communauté d'agglomération Versailles Grand Parc.

### Tendances politiques et résultats
Au premier tour des élections municipales de 2020 dans les Yvelines, la liste menée par Philippe Brillault (LR), maire de la commune nouvelle depuis sa création, et ancien maire du Chesnay, est battue de 76 voix par celle du MoDem Richard Delepierre, qui a obtenu la majorité absolue  des suffrages exprimés, la première ayant obtenue 4 250 voix et 49,56 %, et la seconde 4 326 voix et 50,44 %, lors d'un scrutin marqué par une  abstention de 61,16 %

### Politique locale
Au terme des élections municipales de 2020 dans les Yvelines, le maire sortant, battu de 76 voix par son unique opposant, conteste les résultats de l'élection alléguant des irrégularités. En première instance, le tribunal administratif  de Versailles a annulé l'élection en raison d'affichage sauvage et  d'allégations de campagne tardifs dans la campagne électorale, qui n'ont pas permis au candidat battu de répliquer, ainsi que de l'importance de l'abstention liée au contexte sanitaire. Richard Delepierre et le ministre de l'Intérieur  — qui souhaitait voir juger que toutes les mesures « ont été prises pour permettre à tout électeur d’exercer son droit de vote dans les meilleures conditions, eu égard au contexte inédit de la propagation du Covid-19 — ont fait appel de ce jugement devant le conseil d'État, ». Le Conseil d’État a néanmoins confirmé le 31 mars 2021 la régularité de l'élection de 2020 et donc la défaite définitive de Philippe Brillault,.

### Liste des maires
| Période      | Période                   | Identité           | Étiquette | Qualité |
| ------------ | ------------------------- | ------------------ | --------- | --- |
| janvier 2019 | mai 2020                  | Philippe Brillault | LR        | Médecin Maire du Chesnay (1989 → 2018) Conseiller général puis départemental du Chesnay (2011 → 2021) Vice-président de la CA Versailles Grand Parc (2014 → 2020) |
| mai 2020     | En cours (au 28 mai 2020) | Richard Delepierre | MoDem     | Cadre supérieur dans un groupe public de transport 2e vice-président de la CA Versailles Grand Parc (2020 → )                                                     |

### Communes déléguées
| Nom                | Code Insee | Intercommunalité         | Superficie (km2) | Population (dernière pop. légale) | Densité (hab./km2) |
| ------------------ | ---------- | ------------------------ | ---------------- | --------------------------------- | ------------------ |
| Le Chesnay (siège) | 78158      | CA Versailles Grand Parc | 4,24             | 28 001 (2016)                     | 6 604              |
| Rocquencourt       | 78524      | CA Versailles Grand Parc | 2,78             | 3 323 (2016)                      | 1 195              |

#### Jumelages
La commune Le Chesnay-Rocquencourt est jumelée avec la ville de Heppenheim (Hesse) en  Allemagne.

## Population et société

### Démographie

#### Évolution démographique
| 1968   | 1975   | 1982   | 1990   | 1999   | 2008   | 2013   | 2020   |
| ------ | ------ | ------ | ------ | ------ | ------ | ------ | ------ |
| 15 070 | 26 815 | 31 681 | 33 413 | 31 748 | 32 582 | 31 856 | 31 057 |

#### Pyramide des âges
La population de la commune est relativement âgée. En 2018, le taux de personnes d'un âge inférieur à 30 ans s'élève à 32,9 %, soit un taux inférieur à la moyenne départementale (38 %). Le taux de personnes d'un âge supérieur à 60 ans (29,9 %) est supérieur au taux départemental (21,7 %).
En 2018, la commune comptait 14 506 hommes pour 16 800 femmes, soit un taux de 53,66 % de femmes, supérieur au taux départemental (51,32 %).
Les pyramides des âges de la commune et du département s'établissent comme suit :
| Hommes | Classe d’âge | Femmes |
| ------ | ------------ | ------ |
| 1,1    | 90 ou +      | 2,5    |
| 9,0    | 75-89 ans    | 12,1   |
| 15,4   | 60-74 ans    | 19,0   |
| 21,5   | 45-59 ans    | 18,4   |
| 17,8   | 30-44 ans    | 16,9   |
| 16,2   | 15-29 ans    | 16,0   |
| 18,9   | 0-14 ans     | 14,9   |

| Hommes | Classe d’âge | Femmes |
| ------ | ------------ | ------ |
| 0,6    | 90 ou +      | 1,4    |
| 6      | 75-89 ans    | 7,8    |
| 13,5   | 60-74 ans    | 14,8   |
| 20,7   | 45-59 ans    | 20,1   |
| 19,6   | 30-44 ans    | 19,9   |
| 18,5   | 15-29 ans    | 16,8   |
| 21,2   | 0-14 ans     | 19,2   |

## Culture locale et patrimoine

### Lieux et monuments
On peut noter à Rocquencourt : 
- La période médiévale est uniquement représentée par deux fours culinaires postérieurs au Xe siècle, relevant d’un usage communautaire[36].
- L'ancien château de Rocquencourt.

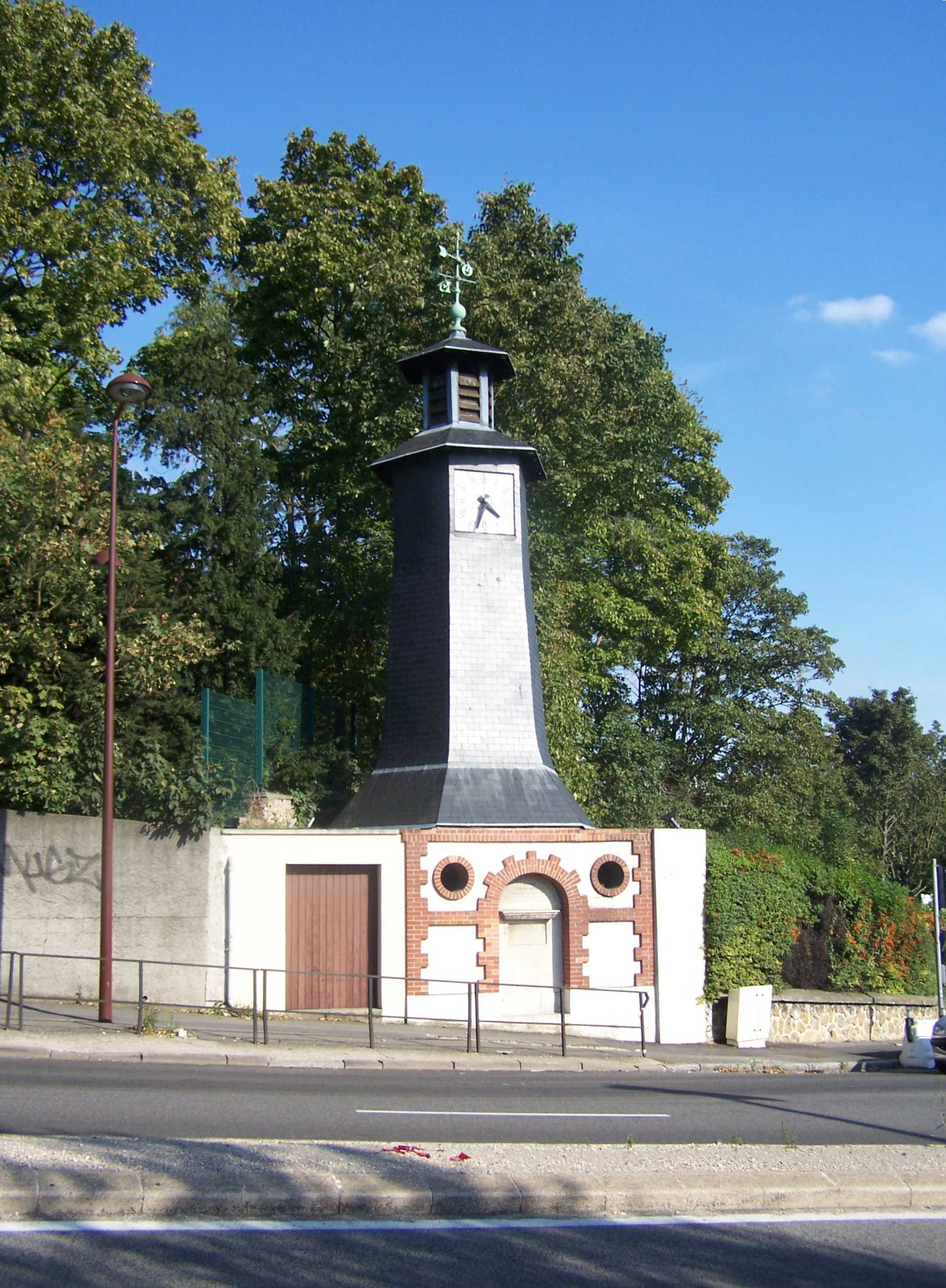
L'horloge de Rocquencourt
Inscription sur le tympan de la voûte centrale : Reconnaissance éternelle des habitants de Rocquencourt à Monsieur FOULD PÈRE maire de la commune fondateur de l'école communale gratuite en 1839 et du monument de l'horloge en 1844.

- L'horloge qui se trouve au bord de la RN 186, face à l'ancienne mairie, date de 1844. Elle a été offerte à la commune par le maire de l'époque, Beer Léon Fould, banquier à Paris et père du ministre de la deuxième République et du second Empire, Achille Fould.
- Rocquencourt abrite l'arboretum de Chèvreloup sur 150 ha (les 50 ha restants du domaine sont sur le territoire de la commune de Versailles), dont l'entrée se trouve au no 30 de la route de Versailles (RN 186), c'est le plus grand parc botanique de France.
- Rocquencourt abrite, dans le camp Voluceau, dans les anciens bâtiments du quartier-général des Forces Alliées en Europe (SHAPE), le siège de l'INRIA ainsi que, depuis 1967, les services techniques de la brigade de sapeurs-pompiers de Paris.

Avec un effectif total de deux-cent-vingt-deux personnes, ces services techniques ont pour mission de maintenir dans leur forme opérationnelle les huit-cents véhicules de la brigade. Ils ont aussi la mission de gérer, entretenir, réparer, contrôler, tester, stocker, répertorier, réformer et remplacer la multitude de matériels divers, tuyaux, échelles, lances, extincteurs, appareils respiratoires, pompes, pièces détachées, carburants, armes et munitions, outillage et machines, moteurs divers, produits d'extinction, oxygène, gaz carbonique et produits médicaux, matériel nucléaire et de décontamination, bref tout ce qui est indispensable à la brigade pour le bon accomplissement de sa mission.

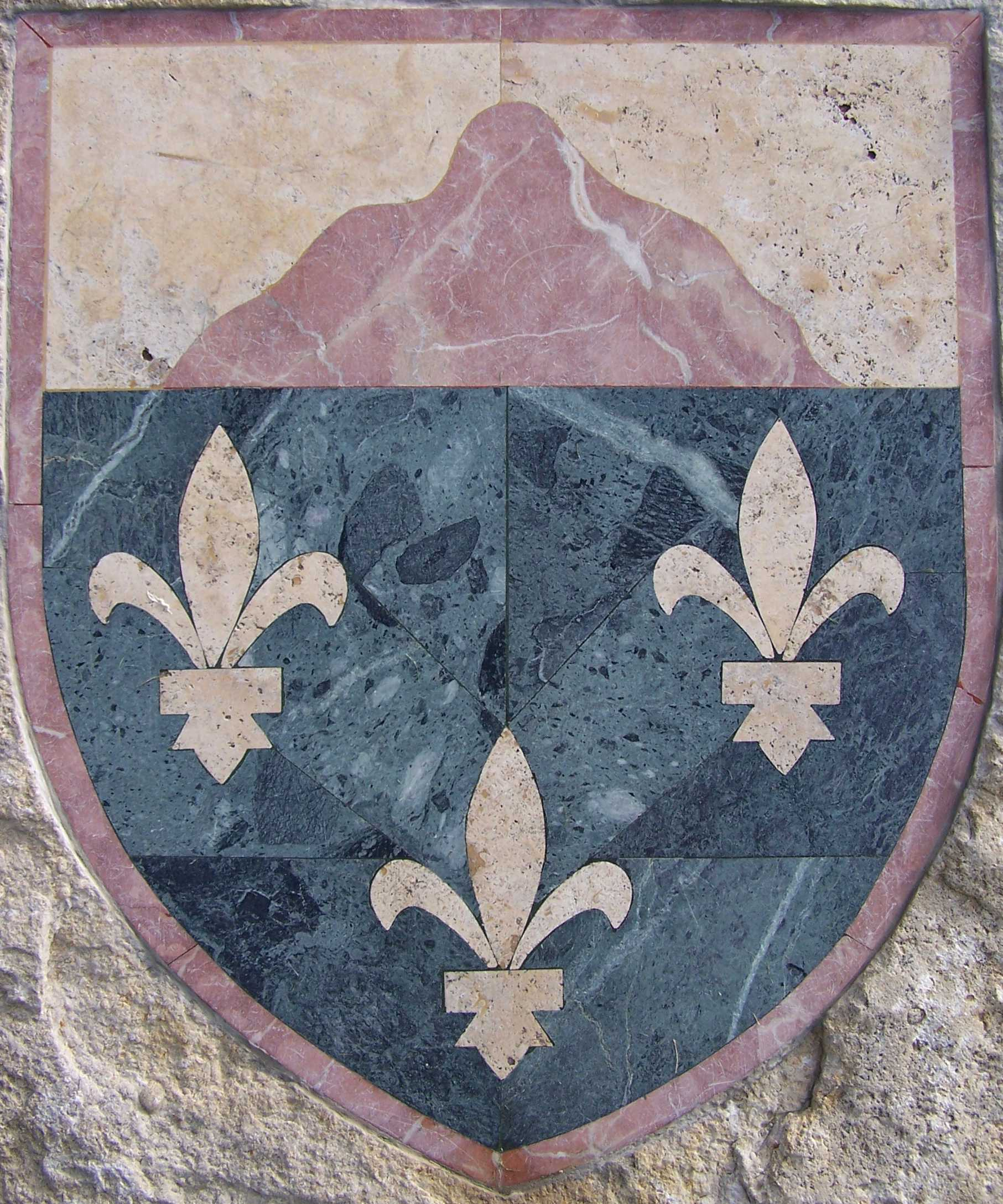
Le blason en marbre à l'entrée de l'hôtel de ville.
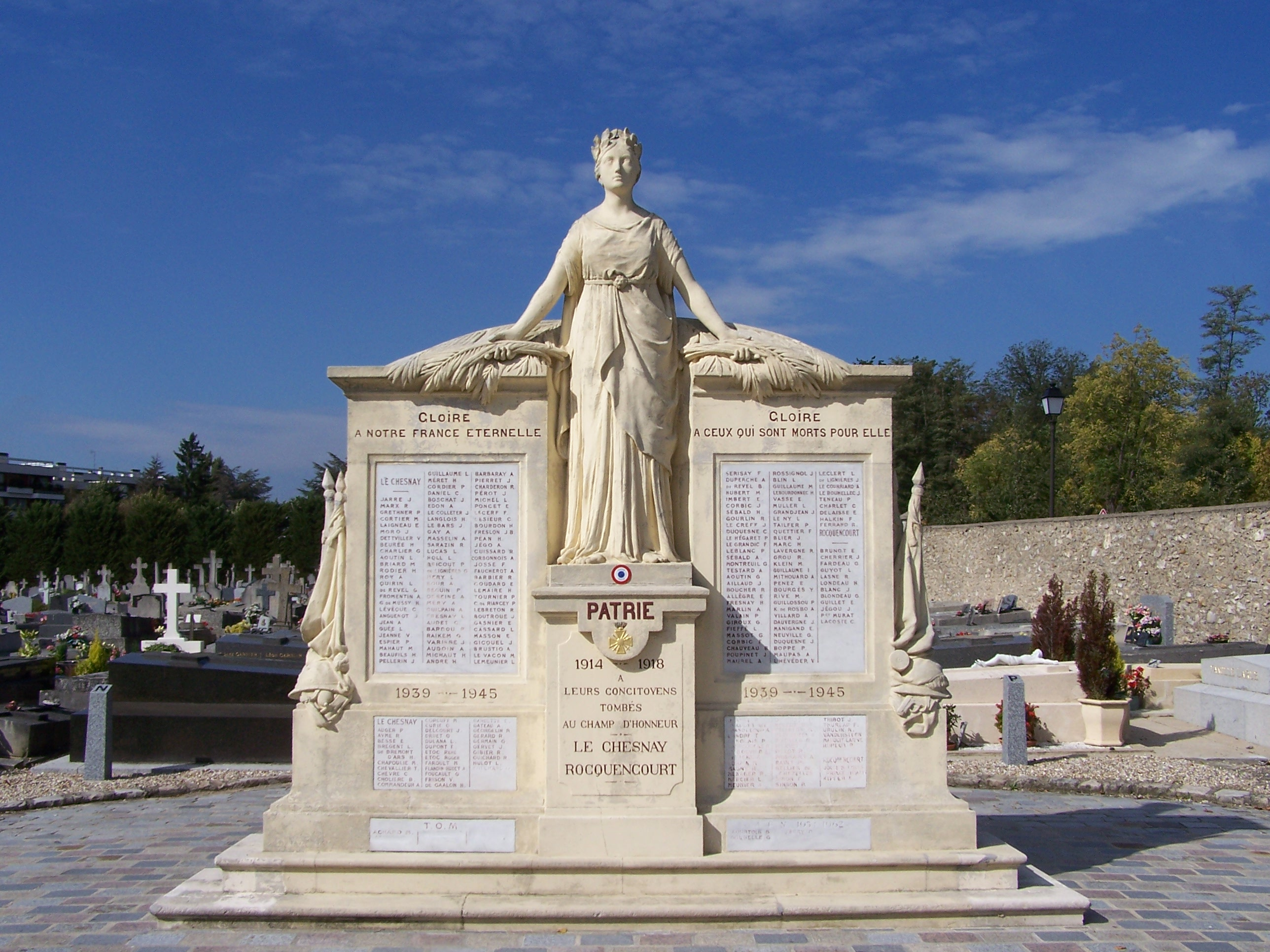
Le monument aux morts du Chesnay et de Rocquencourt.

Au Chesnay, on notera : 

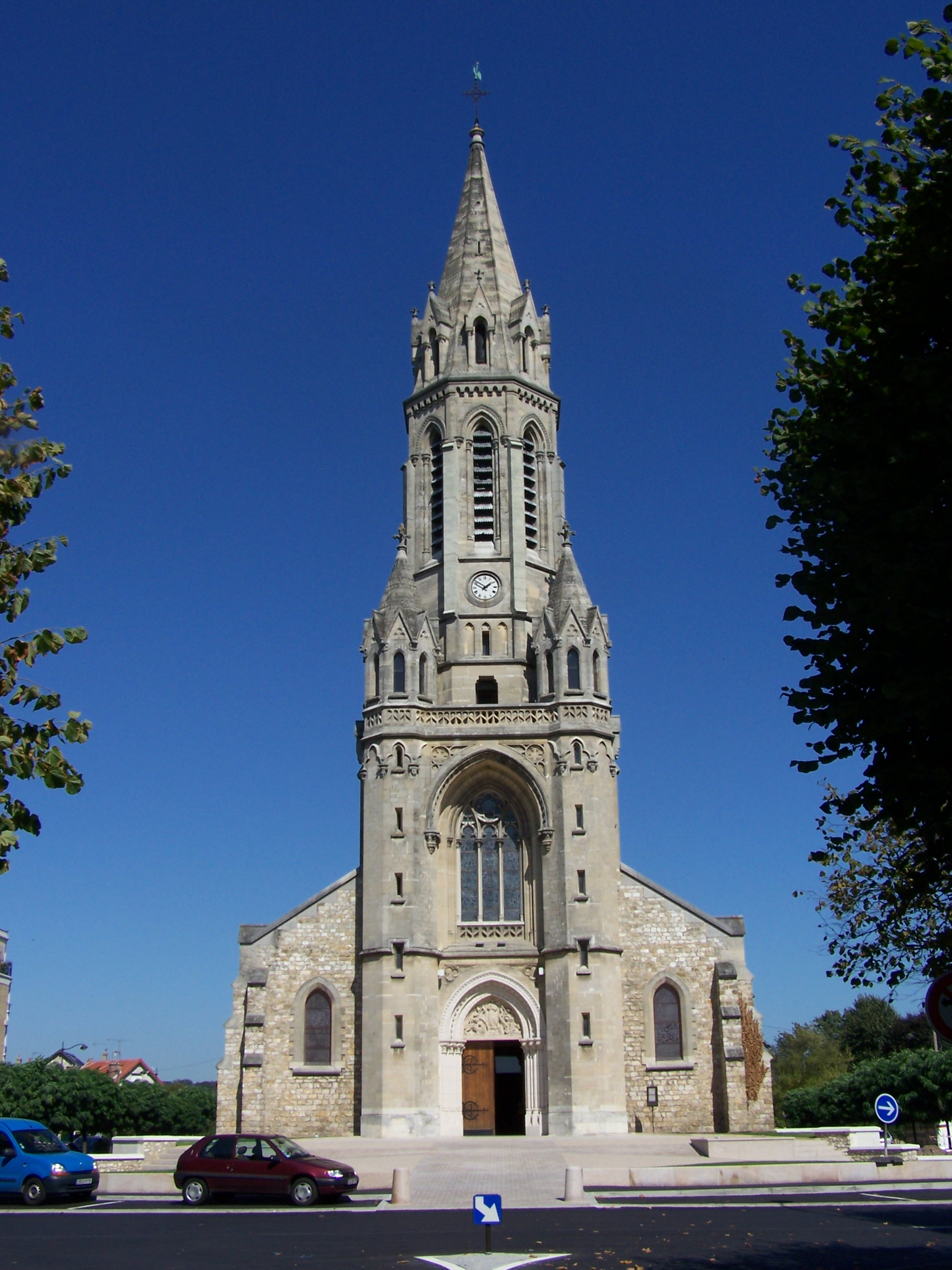
Église Saint-Antoine-de-Padoue.

- L'église Saint-Germain, la plus ancienne, date de 1805. Elle est située dans le nord de la commune, en limite de Rocquencourt, et est flanquée du cimetière communal. Dans ce dernier, a été installé le monument aux morts commun aux communes du Chesnay et de Rocquencourt.
- L'église Saint-Antoine-de-Padoue, située en limite de Versailles, non loin de la place de la Loi de Versailles. Elle a été construite en 1910 dans le style néo-gothique avec des murs extérieurs en pierre meulière. Elle possède des vitraux de la Maison Lorin de Chartres, reproduisant la vie de saint Antoine et des orgues Cavaillé-Coll de 1913.
- L'église Notre-Dame-de-la-Résurrection, de style moderne, ouverte en 1970, elle est située à proximité de Parly 2.
- Temple mormon dit "de Paris" : autorisé en octobre 2011, débuté en 2013. Inauguré en 2017, il est depuis le premier temple de l'Église de Jésus-Christ des saints des derniers jours en France métropolitaine et l'un des plus grands en Europe. Il est situé au 46 du boulevard Saint-Antoine, artère limitrophe de Versailles ; il comprend un jardin ouvert au public, des bâtiments administratifs et hôteliers, outre le lieu de culte lui-même.
- Stèle commémorative avec buste de l'aviateur Pierre Clostermann[37].

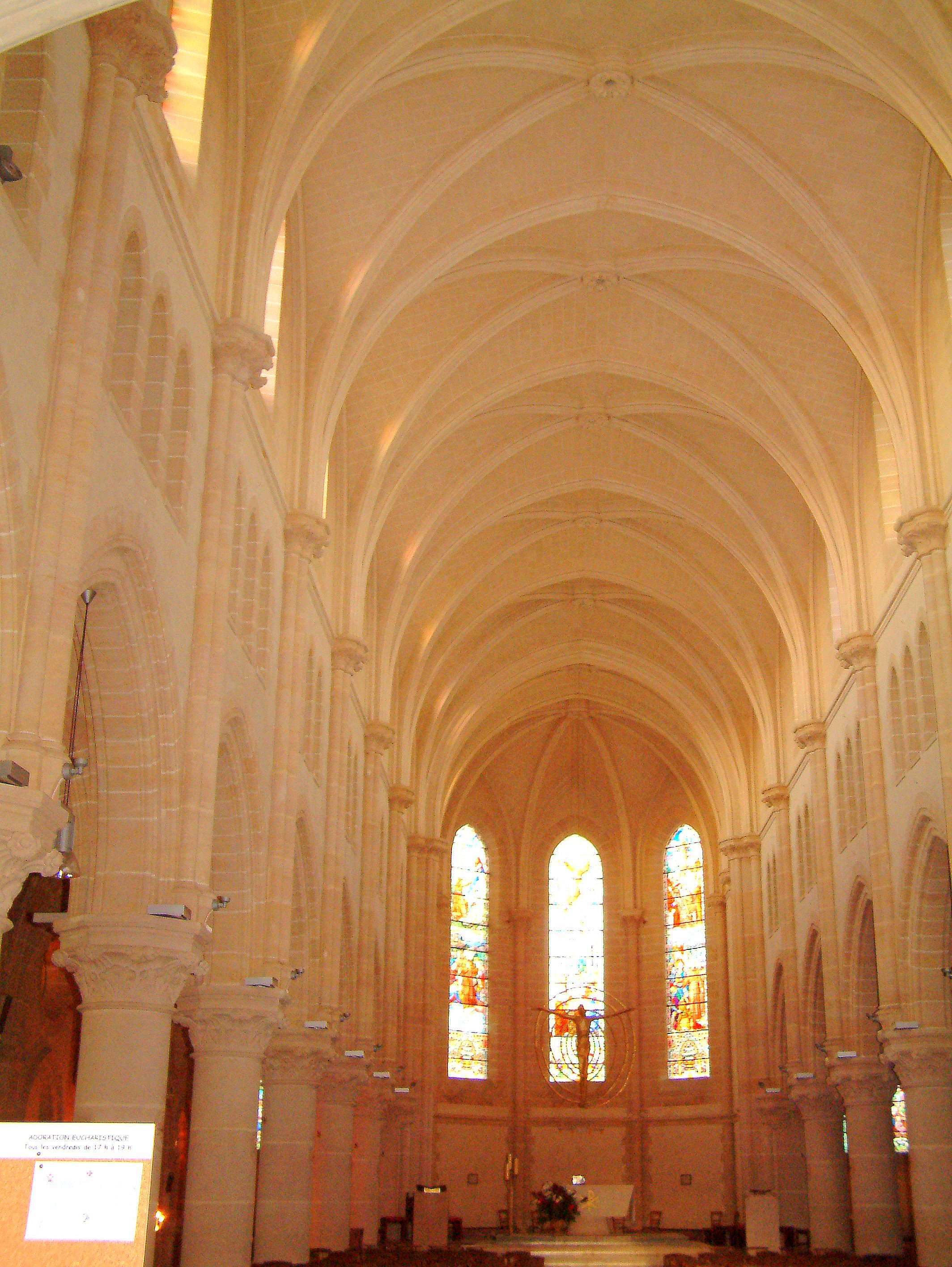
Église Saint Antoine : la nef.
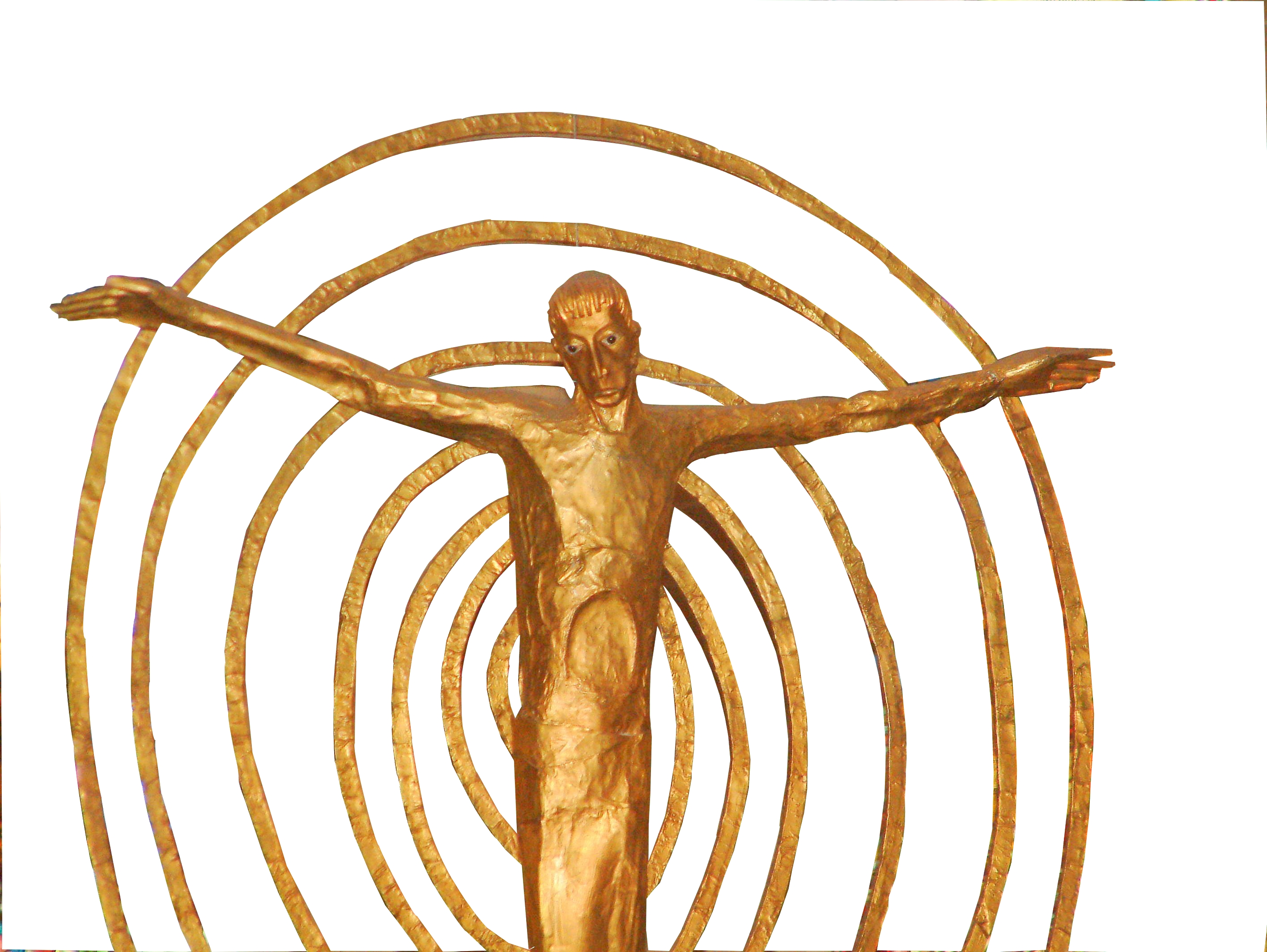
Église Saint-Antoine : le Christ.
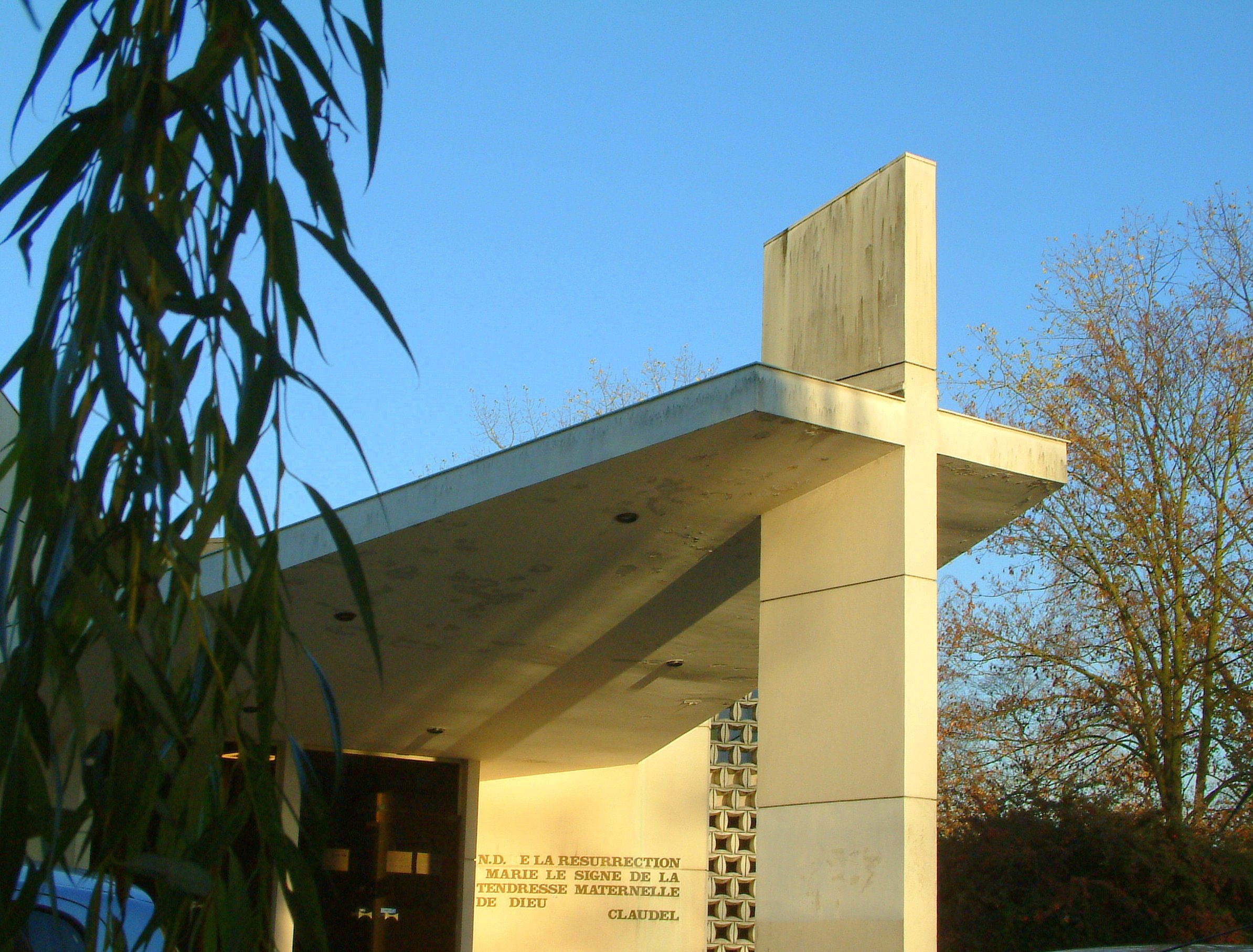
Église Notre-Dame-de-la-Résurrection.
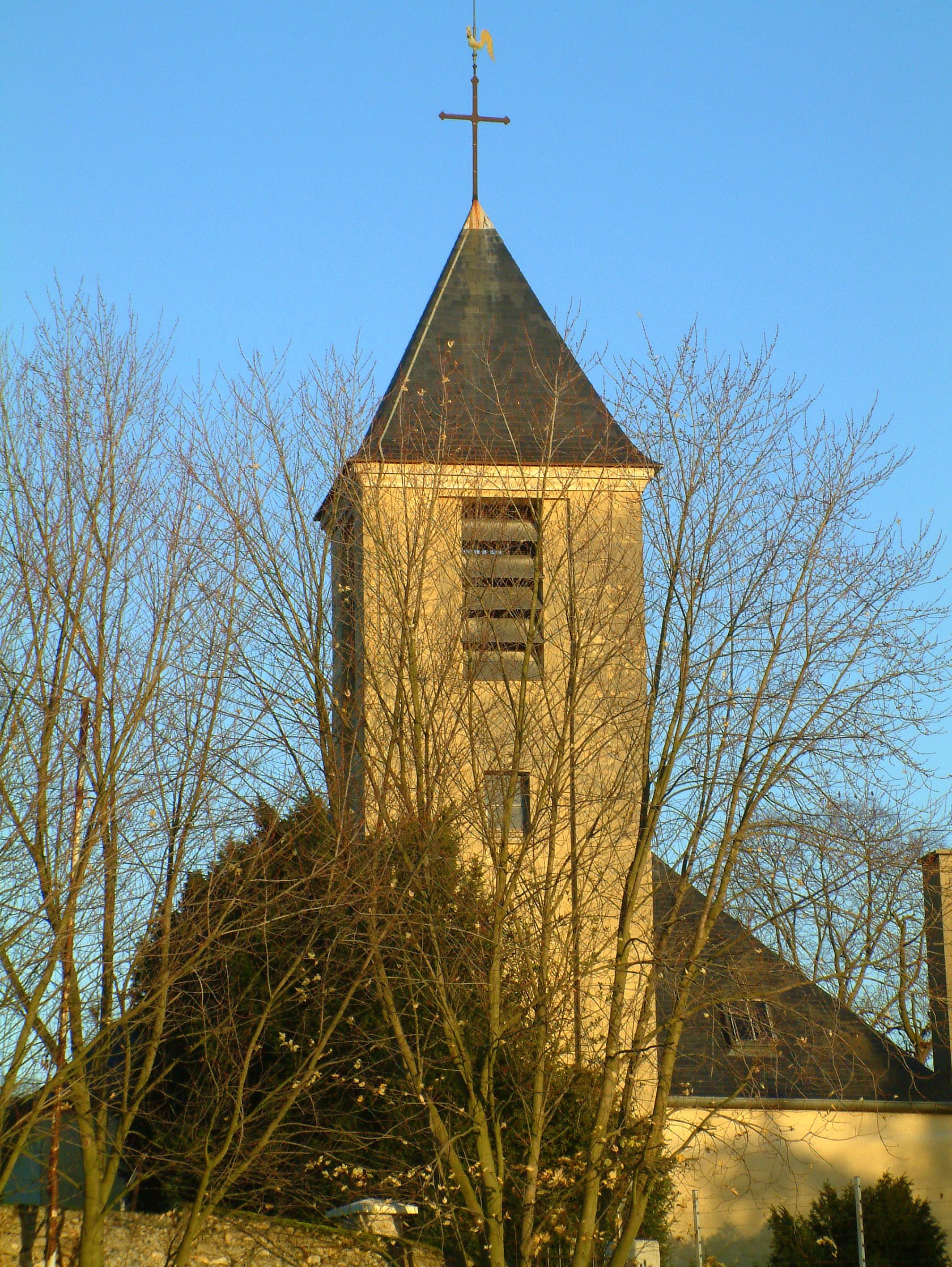
Église Saint-Germain du Chesnay.

- Le château du haut Bel-Air, situé 156 rue de Versailles, était à l'origine une maison de fontainier élément du système hydraulique du parc et du château de Versailles en liaison avec la machine de Marly, qui fut vendue comme bien national sous la Révolution. Il fut l'objet ainsi que son parc, de divers agrandissements par ses divers propriétaires, dont le docteur Philippe Ricord qui y recevait ses amis et s'y livrait à la culture des fleurs. Acquis en 1891 par le comte Edmond de Martimprey, il resta dans sa famille jusqu'en 1947, date de son acquisition par la Versailles pour en faire une colonie de vacances jusqu'à son achat par la ville du Chesnay en 1981. Il accueille actuellement un Institut médico-éducatif (I.M.E.) Le parc est ouvert au public. On note la présence à côté du château, qui est une demeure composite, d'un pigeonnier ornemental hexagonal dont la restauration a été décidée.
- Le château du Grand-Chesnay

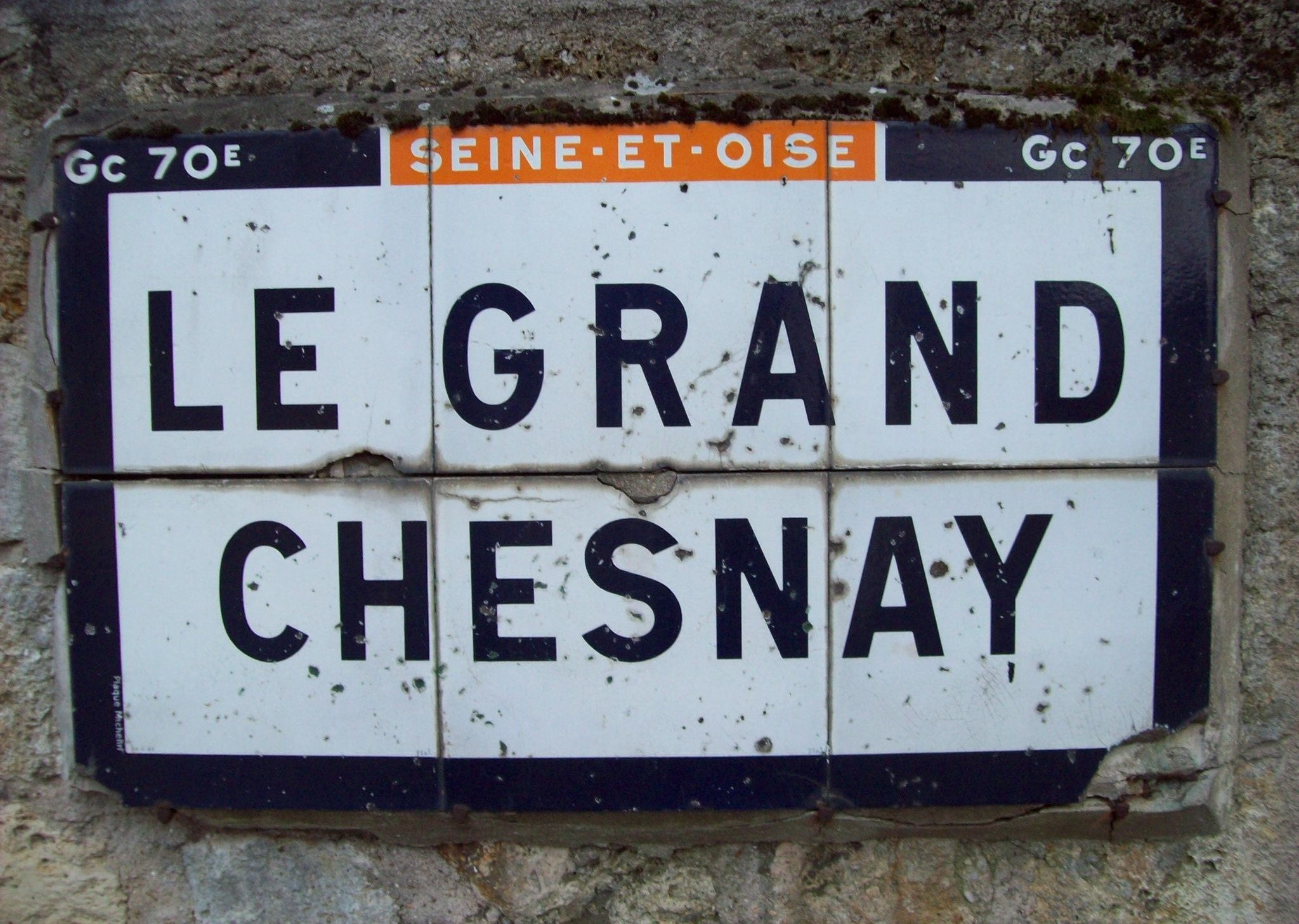
Panneau ancien du Grand Chesnay.

Sous l'Ancien Régime, il accueille quelque temps au XVIIe siècle les Petites écoles de Port-Royal qui seront fermées sur ordre royal. Parmi les élèves, avait figuré le jeune Jean Racine. Il sera ensuite la propriété de commis de la monarchie, tels qu'Antoine de Ratabon ou Louis de Verjus comte de Crécy. Rebâti, il appartiendra à Jean-Baptiste Caruel puis à son fils, Paul Caruel de Saint-Martin. Lors de la Belle époque, il est un des éléments du Salon musical de Madame Maurice Sulzbach. Son dernier châtelain est Pierre Aubert, cofondateur en 1907 de la société Aubert et Duval. Après son décès en 1965, ses descendants habitent le domaine quelques années, mais font l'objet d'une expropriation pour permettre la création de l'hôpital André-Mignot inauguré en 1981. En hommage à la famille Aubert, le nom de celle-ci a été donné à la partie subsistante du parc, ouverte au public, ainsi qu'à la crèche édifiée dans l'ancienne Orangerie des communs. Renommé le pavillon Aubert, il accueille le service de psychiatrie et le service de biologie médicale.
Le centre de transfusion sanguine a notamment été bâti à l'emplacement du potager du château.
Le château est en forme de fer à cheval, autour de la cour d'honneur de forme octogonale, fermée par une grille et un portail en fer forgé. Le château comprend deux niveaux. La partie centrale comporte un troisième niveau, ce qui en fait la partie principale.
La cour des Communs accédant à la cour d'honneur par un porche se situe entre le château, l'emplacement du potager et l'église Saint-Germain.
Le château a été restauré, est entretenu et permet de disposer d'un monument préservé dans son parc.
Les accès au parc et au château présentent encore de magnifiques portails en bois.
Le parc du château, présentant deux perspectives de part et d'autre du corps principal du château, comporte un jardin à la française, avec à l'extrémité d'une des perspectives, un bassin, dit, bassin de Neptune.
Ce parc est ouvert au public, et en raison de sa proximité, aux convalescents de l'hôpital.
Dans ce parc, comportant des chênes, des marronniers et des châtaigniers, s'élevait un immense cèdre du Liban, plusieurs fois centenaire, qui servait de point de repère aux pilotes d'avion.
Dans les années 1960, on pouvait apercevoir en hiver des renards qui braconnaient parfois les poules de la ferme voisine. Le parc y accueillit également, après la guerre, un élevage de bergers allemands.
- La fontaine du jardin de la mairie, réalisée par Jean-Yves Lechevallier, en 1979.

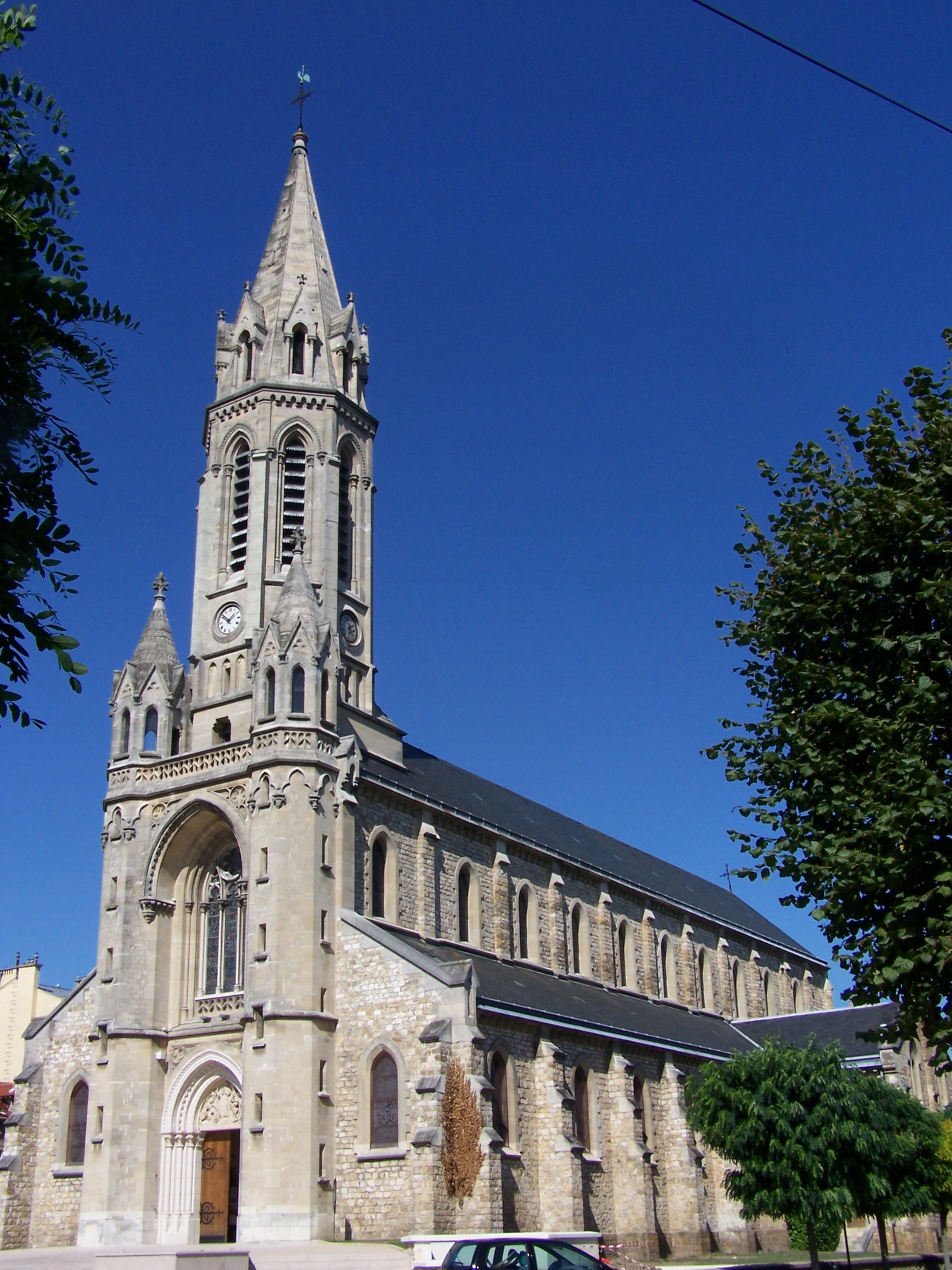
L'église Saint-Antoine-de-Padoue, vue latérale.
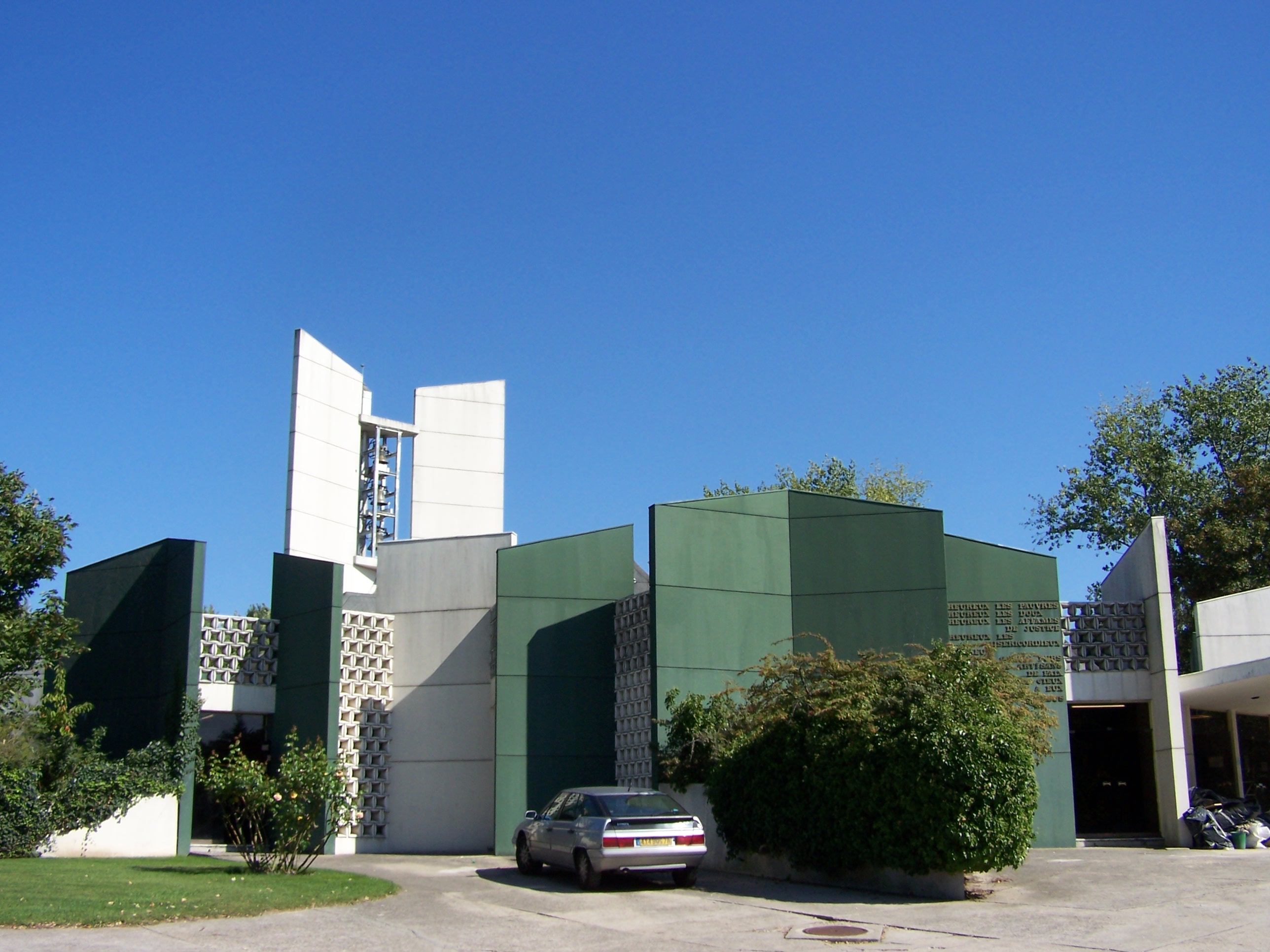
L'église Notre-Dame-de-la-Résurrection.
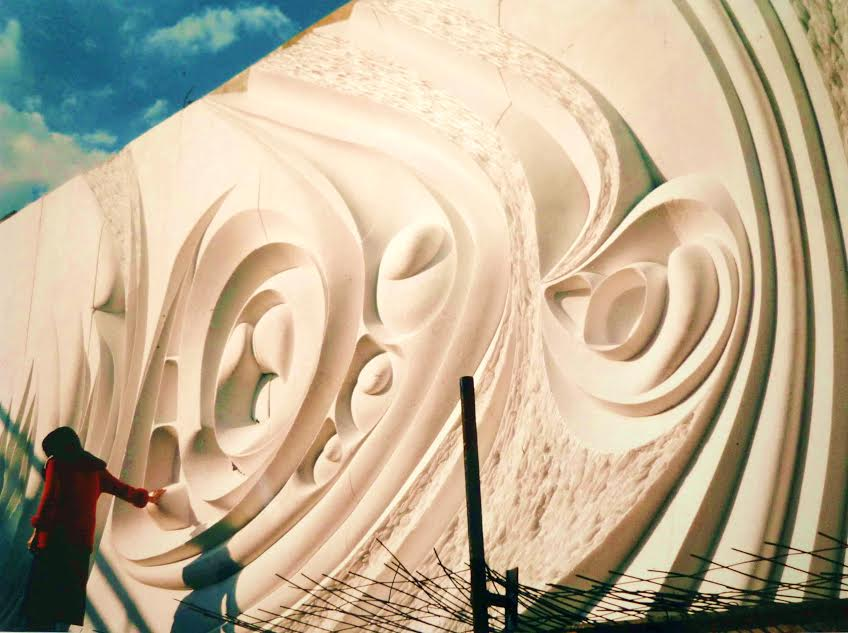
La lutte des éléments. Jean-Yves Lechevallier dans les locaux de la mairie.
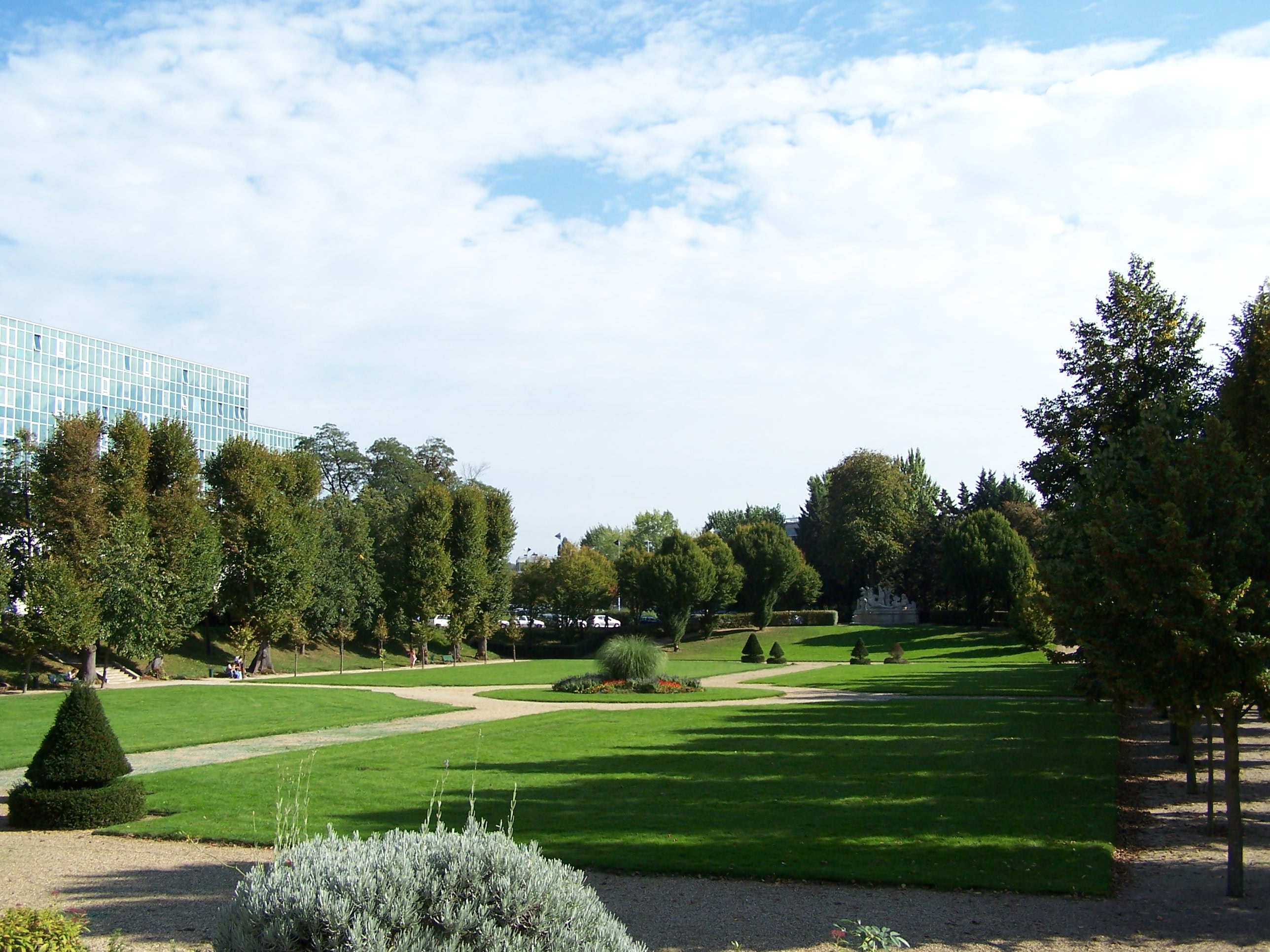
Le parc du château Aubert Sur le côté gauche, on aperçoit le centre hospitalier.
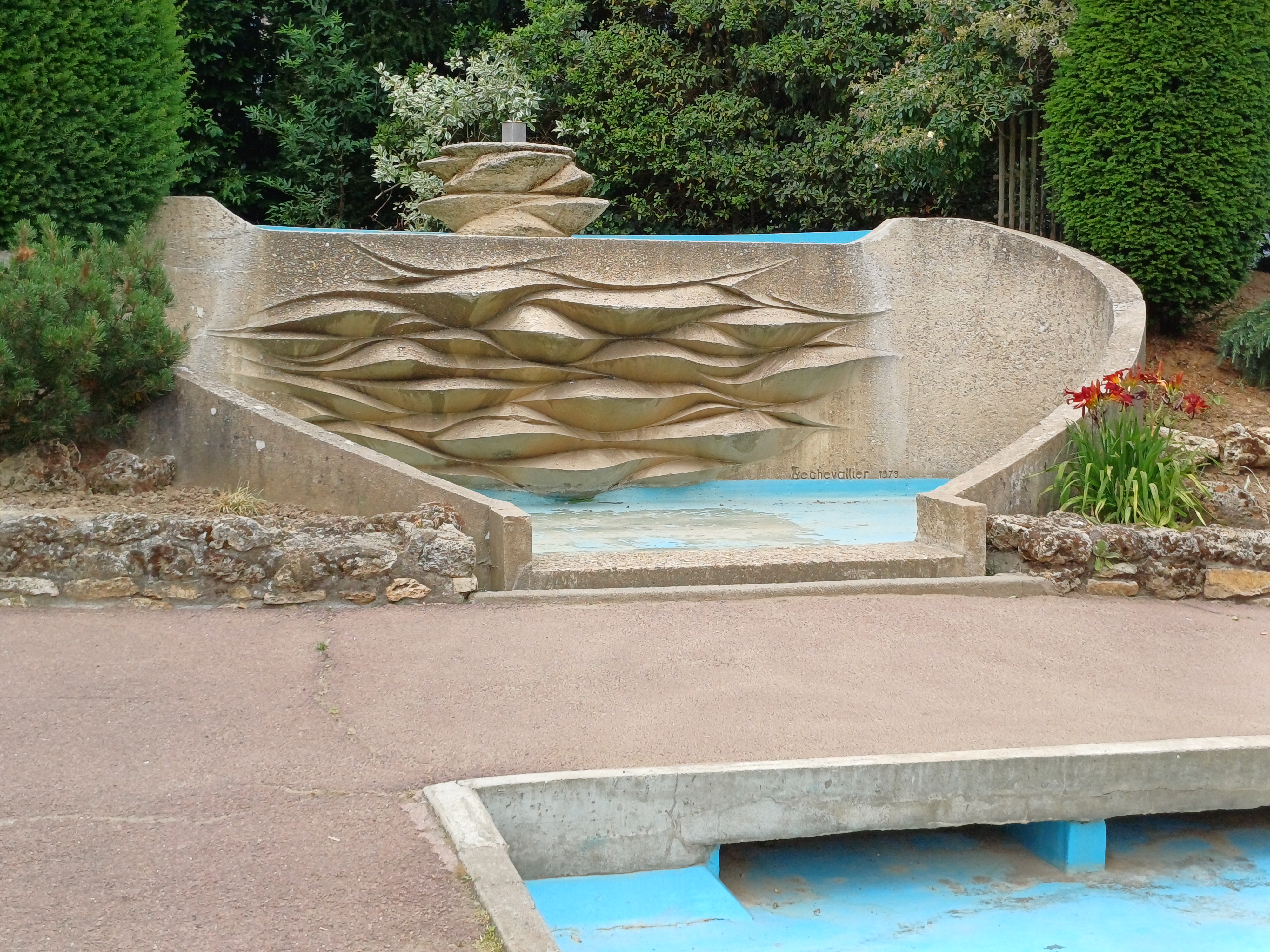
Fontaine par Jean Yves Lechevallier dans le jardin de la mairie.

### Personnalités liées à la commune
- Air, groupe de musique électronique dont les membres sont Jean-Benoît Dunckel et Nicolas Godin.
- Nicolas Todt (né en 1977), fils de Jean Todt (ancien directeur de la Scuderia Ferrari) y est né.
- Nicolas Anelka (né en 1979), est un joueur de football international français.
- Gilbert Bécaud (1927-2001), y acquit en 1956 une propriété, avec un jardin et un petit parc, où il vécut recevant ses nombreux amis et paroliers. Il y composa certaines de ses 400 chansons, dont Nathalie ou Et maintenant. Il quitta la ville vers 1972[38].
- Valérie Bénaïm (née en 1969), animatrice télévisée scolarisée en primaire et au collège au Chesnay[39].
- Dora Bianka (1895-1979), peintre polonaise.
- César Boutteville (1917-2015), six fois champion de France d'échecs, joue dans l'équipe du Chesnay.
- Paul Caruel de Saint-Martin (1809-1889) homme politique et maire du Chesnay.
- C'est dans la partie ancienne du cimetière communal qu'est inhumé le colonel d'aviation Pierre Clostermann, un des as de la 2e Guerre mondiale (33 victoires homologuées), homme d'affaires de l'industrie aéronautique.
- Jean-Louis Forain (1852-1931), peintre et dessinateur français, enterré au cimetière communal.
- Pierre Gabelle (1908-1982), personnalité politique française, est décédée dans la commune[40] ;
- Martin Garat (1748-1830) caissier du Trésor national y possédait une maison.
- Laura Georges (née en 1984), footballeuse française qui a joué entre autres pour l'Olympique lyonnais et le Bayern Munich et en équipe de France de football.
- Théodore Géricault (1791-1824) séjourne au Chesnay de 1812 à 1818[41]. Il vit alors chez son oncle maternel Jean-Baptiste Caruel, un grand bourgeois normand ayant fait fortune dans les manufactures de tabac. Ce dernier avait acquis le château du Chesnay en 1802 et est  nommé maire de la commune. En 1807, Géricault assiste au mariage de son oncle quinquagénaire avec la jeune Alexandrine de Saint-Martin dans ce qui est probablement son premier séjour au Chesnay[41]. Son oncle l'aide en finançant ses cours auprès du peintre Carle Vernet. En 1809, Géricault est le parrain du fils de son oncle, Paul Caruel de Saint-Martin, qui est plus tard maire du Chesnay. Durant cette période, Géricault séjourne par intermittence au Chesnay et a une relation avec sa tante par alliance, Alexandrine d'où nait un fils caché, Georges Hippolyte, en 1818. Un carnet de dessins qu'il a faits du Chesnay de l'époque se trouve à l'Art Institute of Chicago[41]. Certains des sujets des dessins non légendés, de cet album, ont fait l'objet d'une identification en 2018[42]. Vers 1813, Géricault peint une enseigne pour le maréchal-ferrant de Rocquencourt Joseph Fouré (1777-1867). L’œuvre appartient de nos jours au Kunsthaus de Zurich[43].
- François Gernelle (né en 1945), a inventé le premier micro-ordinateur à microprocesseur, le Micral N.
- Elizabeth Ann Haryett dite Miss Howard (1823-1865), comtesse et châtelaine de Beauregard, (le château de Beauregard se situait à la Celle-Saint-Cloud, sur le sommet de la colline la séparant du Chesnay sur l'actuel domaine de Beauregard), enterrée au Chesnay aux côtés de son fils Martin-Constantin Haryett, comte de Béchevet (1842-1907). Elle fut la maîtresse et le soutien financier de Louis-Napoléon Bonaparte (futur Napoléon III).
- Eugène Lacheurié (1831-1907), compositeur et peintre français.
- Pierre-Alexandre Le Camus, comte de Fürstenstein (1774 à la Martinique - 1824 au château du Grand Chesnay), ministre secrétaire d'État et des relations extérieures du royaume de Westphalie ;
- Thomas Lombard (né en 1975), est un ancien joueur de rugby à XV international français.
- Jean Merrien, écrivain et nationaliste breton né dans la commune en 1905.
- Les princes Murat habitaient le château de Rocquencourt, hérité des Furtado et des Ney d'Elchingen. Ils sont enterrés au cimetière du Chesnay, au chevet de l'église. C'est la mère adoptive de Paule Ney d'Elchingen, Mme Cécile Furtado-Heine (1821-1896), qui a offert plusieurs vitraux à l’église Saint-Germain du Chesnay, dont un saint Napoléon. Mme Furtado-Heine a été une grande philanthrope, elle a créé des fondations d'aides aux personnes âgées et fait de nombreux dons. Une rue porte son nom à Paris 14e.
- Marie-Amélie-Louise-Hélène d'Orléans (Amélie d'Orléans), reine du Portugal et des Algarves (° 28 septembre 1865 à Twickenham UK ; † 25 octobre 1951 à son château de Bellevue au Chesnay) enterrée très officiellement avec tous les honneurs dus à son rang à Lisbonne dans un tombeau juste en face de celui de son époux le roi Charles Ier de Portugal et de leur fils Louis-Philippe de Bragance, morts lors du régicide du 1er février 1908).
- Phoenix, groupe de pop/rock dont les membres fondateurs sont originaires du Chesnay.
- Louis Picamoles (né en 1986), est un joueur de rugby à XV international français.
- Philippe Ricord (1800-1889), médecin et chirurgien y a habité.
- Jean-Paul Rouland (né en 1928), homme de radio, de télévision et écrivain français.
- Marcel Rohrbach, né le 8 avril 1933 à Molles (aujourd'hui rattachée à Ahun) dans la Creuse, mort le 14 mars 2012 au Chesnay (Yvelines) est un coureur cycliste français.
- Joséphine Sébille, Yves Sébille, Colette Sébille Zimmerman (fille des Sébille), ont reçu le titre de Juste parmi les nations par le Comité pour Yad Vashem, dont les noms figurent sur le Mur d'honneur du Jardin des Justes à Jérusalem, mais également à Paris, dans l'Allée des Justes, près du mémorial de la Shoah, rue Geoffroy-l'Asnier[Note 4].
- Kevin Staut (né en 1980), champion d'Europe de saut d'obstacles à Windsor en 2009 et numéro 1 mondial (juillet 2010 - avril 2011).
- Jérôme Touzalin, auteur dramatique français, né à Tours, Chesnaysien depuis 1993[44].
- Jephan de Villiers (né en 1960), sculpteur français.
- Amaury Vassili, chanteur.
- Youssouf Sabaly (né en 1993), footballeur international sénégalais.
- Michel-François d'Ailly ou Marc-François d'Ailly (1724-1800), homme politique français, est né dans la commune[45].
- Sylvain Maillard (1974 - ), homme politique français, député de Paris, est originaire de la commune.
- Victor Wembanyama (né en 2004), basketteur français né et ayant grandi au Chesnay[46],[47].
- Ugo Didier (né en 2001), nageur handisport français né au Chesnay
- Lucas Didier (né en 2003), parapongiste français né au Chesnay[48].
- Le Cas Pucine (Capucine Duchamp, née en 1998), ventriloque française, a grandi au Chesnay[49].